# Sebt Ennabour
Sebt Ennabour  (in arabo سبت النابور‎?) è un centro abitato e comune rurale del Marocco situato nella provincia di Sidi Ifni, regione di Guelmim-Oued Noun. Conta una popolazione di 7 222 abitanti (censimento 2014).